# Paura primordiale
Paura primordiale (titolo originale: Primeval, o Primeval: Kill, nella versione home video circolata in Gran Bretagna) è un film del 2007 diretto da Michael Katleman, con attore protagonista Dominic Purcell. Distribuito in Italia da Buena Vista International Italia, è uscito nelle sale cinematografiche italiane dal 27 luglio 2007.
Il film è stato girato in Sudafrica.

## Trama
Un celebre giornalista televisivo, Tim Manfrey (Dominic Purcell), è caduto in disgrazia dopo aver messo in onda un servizio rivelatosi infondato. Il network lo spedisce allora, suo malgrado, in Burundi, accompagnato dall'amico ed inseparabile cameraman Steven Johnson (Orlando Jones), allo scopo di documentare la ricerca e la cattura di un gigantesco coccodrillo, terrore degli abitanti della zona, da cui è considerato una sorta di creatura leggendaria. La bestia ha da poco suscitato l'interesse dell'opinione pubblica internazionale, dopo aver aggredito e sbranato un'antropologa forense americana che, dietro indicazioni di un ragazzino del luogo, Jojo (Gabriel Malema), sopravvissuto alla strage del suo villaggio ad opera di un'etnia nemica, aveva appena scoperto una fossa comune.
Alla spedizione di cattura del coccodrillo, che gli autoctoni chiamano "Gustave", partecipano anche Aviva Masters (Brooke Langton), una giornalista che da tempo si occupa di denunciare al mondo gli eccidi commessi tra tribù di etnie rivali, Matthew Collins (Gideon Emery), un naturalista esperto di coccodrilli, e Jacob Krieg (Jürgen Prochnow), un cacciatore cui il mostruoso animale ha da poco ucciso la moglie e che, per questo, non vuole limitarsi a catturare l'animale, ma non fa mistero di volerlo uccidere.
La spedizione è resa pericolosa non solo dalla ferocia dell'animale, ma anche dal fatto che, nonostante le autorità locali abbiano dichiarato un "cessate il fuoco" nella guerra etnica fratricida che insanguina la zona, gli uomini di un "signore della guerra" locale, chiamato - in analogia con il coccodrillo - "Piccolo Gustave", continuano inarrestabili le loro micidiali e sanguinose scorrerie, al termine delle quali non risparmiano nessuno.
La squadra americana, cui si è aggiunto anche il ragazzino Jojo, già da tempo nel mirino degli uomini del "Piccolo Gustave" e che sogna di andare negli Stati Uniti, si trova ben presto in difficoltà. Il cameraman Steven, infatti, in modo quasi casuale, ha filmato e documentato la spietata uccisione di uno sciamano amico di Krieg e della sua famiglia ad opera di "Piccolo Gustave". Questi ordina quindi ai suoi uomini di recuperare e distruggere il filmato, senza farsi scrupoli di eliminare la troupe americana, e intanto il coccodrillo, principale oggetto della spedizione, attacca il gruppo in modo devastante e letale.
Il primo a soccombere, ucciso dal coccodrillo, è un militare agli ordini del dittatore in procinto di violentare la giornalista, quindi Krieg, ucciso da Gustave nel vano tentativo di eliminarlo tramite una granata. Matt Collins viene invece prima investito e poi finito da due uomini di Piccolo Gustave, mentre Johnson, dopo una disperata fuga, è catturato e portato nella sua tana da Gustave.
Si scopre poi l'identità di Piccolo Gustave: egli è Henry, funzionario della capitale che aveva accolto i protagonisti al loro arrivo in Burundi. Mentre questi è sul punto di uccidere Manfrey e Masters, però, arriva Gustave, che lo divora.
Alla fine gli unici sopravvissuti - Tim Manfrey, Aviva Masters e Jojo, che finalmente corona il suo sogno - ritornano in aereo negli Stati Uniti.
Nella sequenza finale, si vede come Gustave continui a cacciare incontrastato lungo il fiume Ruzizi.

## Curiosità
- Il coccodrillo Gustave esiste veramente. È un esemplare di coccodrillo del Nilo (Crocodylus niloticus) di grandi dimensioni, lungo tra i 5 e i 6 metri e pesante una tonnellata, che vive nelle foreste del Burundi lungo il fiume Ruzizi. Si dice abbia divorato più di 300 persone (numero probabilmente esagerato, le stime variano da 300 a solo 3 attacchi) più un ippopotamo adulto. Prima un esperto cacciatore, poi un'équipe di scienziati hanno tentato di catturarlo, ma senza successo. L'ultimo avvistamento di Gustave, subito dopo il film, risale a febbraio 2008.
- Nell'aprile del 2015 il gigantesco rettile sarebbe stato avvistato sulle coste del lago Tanganica mentre uccideva e trascinava in acqua un grosso esemplare di bufalo.